# Puchar Świata w łyżwiarstwie szybkim 2005/2006
Puchar Świata w łyżwiarstwie szybkim 2005/2006 był 21. edycją tej imprezy. Cykl rozpoczął się w kanadyjskim Calgary 12 listopada 2005 roku, a zakończył 5 marca 2006 roku w holenderskim Heerenveen.
Puchar Świata rozgrywano w 8 miastach, w 5 krajach, na 2 kontynentach. Dwukrotnie łyżwiarzy gościło Heerenveen.
Wśród kobiet dominowały Niemki: Jenny Wolf wygrała na 100 i 500 m, Anni Friesinger zwyciężyła na 1000 i 1500 m, Niemki wygrały też klasyfikację drużynową. W klasyfikacji 3000/5000 najlepsza była Kanadyjka Cindy Klassen. Wśród mężczyzn najwięcej tytułów zdobyli reprezentanci USA: Chad Hedrick wygrał na 1500 i 5000/10 000 m, a Shani Davis wygrał na 1000 m. Na 100 m zwyciężył Japończyk Yūya Oikawa, a klasyfikację drużynową wygrali Kanadyjczycy.

## Medaliści zawodów

### Kobiety

#### Wyniki
| Data                 | Miejsce                                                           | Konkurencja                                                       | Zwycięzca                                                         | 2. miejsce                                                        | 3. miejsce                                                             |
| -------------------- | ----------------------------------------------------------------- | ----------------------------------------------------------------- | ----------------------------------------------------------------- | ----------------------------------------------------------------- | ---------------------------------------------------------------------- |
| 12-13 listopada 2005 | Calgary                                                           | Drużynowo (12 listopada)                                          | Niemcy Anni Friesinger · Daniela Anschütz · Claudia Pechstein     | Chiny Wang Fei · Ji Jia · Zhang Xiaolei                           | Niemcy II Katrin Kalex · Lucille Opitz · Monique Angermüller           |
| 12-13 listopada 2005 | Calgary                                                           | 3000 m (12 listopada)                                             | Cindy Klassen                                                     | Claudia Pechstein                                                 | Anni Friesinger                                                        |
| 12-13 listopada 2005 | Calgary                                                           | 1500 m (13 listopada)                                             | Anni Friesinger                                                   | Claudia Pechstein                                                 | Kristina Groves                                                        |
| 18-20 listopada 2005 | Salt Lake City                                                    | 500 m (18 listopada)                                              | Wang Beixing                                                      | Wang Manli                                                        | Jennifer Rodriguez                                                     |
| 18-20 listopada 2005 | Salt Lake City                                                    | 1000 m (18 listopada)                                             | Anni Friesinger                                                   | Jennifer Rodriguez                                                | Chiara Simionato                                                       |
| 18-20 listopada 2005 | Salt Lake City                                                    | 3000 m (19 listopada)                                             | Cindy Klassen                                                     | Clara Hughes                                                      | Kristina Groves                                                        |
| 18-20 listopada 2005 | Salt Lake City                                                    | 1000 m (19 listopada)                                             | Anni Friesinger                                                   | Chiara Simionato                                                  | Jennifer Rodriguez                                                     |
| 18-20 listopada 2005 | Salt Lake City                                                    | 500 m (20 listopada)                                              | Wang Manli                                                        | Wang Beixing                                                      | Sayuri Ōsuga                                                           |
| 18-20 listopada 2005 | Salt Lake City                                                    | 1500 m (20 listopada)                                             | Cindy Klassen                                                     | Anni Friesinger                                                   | Christine Nesbitt                                                      |
| 26-27 listopada 2005 | Milwaukee                                                         | 100 m (26 listopada)                                              | Sayuri Ōsuga                                                      | Jenny Wolf                                                        | Lee Sang-hwa                                                           |
| 26-27 listopada 2005 | Milwaukee                                                         | 500 m (26 listopada)                                              | Wang Manli                                                        | Sayuri Yoshii                                                     | Wang Beixing                                                           |
| 26-27 listopada 2005 | Milwaukee                                                         | 1000 m (26 listopada)                                             | Jennifer Rodriguez                                                | Chiara Simionato                                                  | Marianne Timmer                                                        |
| 26-27 listopada 2005 | Milwaukee                                                         | 500 m (27 listopada)                                              | Wang Manli                                                        | Wang Beixing                                                      | Jenny Wolf                                                             |
| 26-27 listopada 2005 | Milwaukee                                                         | 1000 m (27 listopada)                                             | Chiara Simionato                                                  | Jennifer Rodriguez                                                | Marianne Timmer                                                        |
| 3-4 grudnia 2005     | Heerenveen                                                        | 5000 m (3 grudnia)                                                | Clara Hughes                                                      | Claudia Pechstein                                                 | Cindy Klassen                                                          |
| 3-4 grudnia 2005     | Heerenveen                                                        | 1000 m (4 grudnia)                                                | Anni Friesinger                                                   | Cindy Klassen                                                     | Kristina Groves                                                        |
| 3-4 grudnia 2005     | Heerenveen                                                        | Drużynowo (4 grudnia)                                             | Holandia Renate Groenewold · Moniek Kleinsman · Ireen Wüst        | Kanada Kristina Groves · Cindy Klassen · Christine Nesbitt        | Rosja Jekatierina Abramowa · Galina Lichaczowa · Jekatierina Łobyszewa |
| 9-11 grudnia 2005    | Turyn                                                             | 500 m (9 grudnia)                                                 | Wang Manli                                                        | Sayuri Yoshii                                                     | Tomomi Okazaki                                                         |
| 9-11 grudnia 2005    | Turyn                                                             | 1500 m (9 grudnia)                                                | Anni Friesinger                                                   | Cindy Klassen                                                     | Renate Groenewold                                                      |
| 9-11 grudnia 2005    | Turyn                                                             | 500 m (10 grudnia)                                                | Jenny Wolf                                                        | Tomomi Okazaki                                                    | Chiara Simionato                                                       |
| 9-11 grudnia 2005    | Turyn                                                             | 3000 m (10 grudnia)                                               | Anni Friesinger                                                   | Cindy Klassen                                                     | Kristina Groves                                                        |
| 9-11 grudnia 2005    | Turyn                                                             | 1000 m (11 grudnia)                                               | Anni Friesinger                                                   | Cindy Klassen                                                     | Jennifer Rodriguez                                                     |
| 9-11 grudnia 2005    | Turyn                                                             | Drużynowo (11 grudnia)                                            | Niemcy Daniela Anschütz · Anni Friesinger · Sabine Völker         | Kanada Kristina Groves · Clara Hughes · Christine Nesbitt         | Japonia Eriko Ishino · Hiromi Ōtsu · Maki Tabata                       |
| 17-18 grudnia 2005   | Inzell                                                            | 500 m (17 grudnia)                                                | Jenny Wolf                                                        | Swietłana Żurowa                                                  | Sanne van der Star                                                     |
| 17-18 grudnia 2005   | Inzell                                                            | 1000 m (17 grudnia)                                               | Els Murris                                                        | Swietłana Żurowa                                                  | Marieke Wijsman                                                        |
| 17-18 grudnia 2005   | Inzell                                                            | 100 m (18 grudnia)                                                | Jenny Wolf                                                        | Swietłana Kajkan                                                  | Paulina Wallin                                                         |
| 17-18 grudnia 2005   | Inzell                                                            | 500 m (18 grudnia)                                                | Swietłana Żurowa                                                  | Jenny Wolf                                                        | Sanne van der Star                                                     |
| 17-18 grudnia 2005   | Inzell                                                            | 1000 m (18 grudnia)                                               | Swietłana Żurowa                                                  | Els Murris                                                        | Sanne van der Star                                                     |
| 14-15 stycznia 2006  | 103. mistrzostwa Europy w wieloboju 2006 – Hamar                  | 103. mistrzostwa Europy w wieloboju 2006 – Hamar                  | 103. mistrzostwa Europy w wieloboju 2006 – Hamar                  | 103. mistrzostwa Europy w wieloboju 2006 – Hamar                  | 103. mistrzostwa Europy w wieloboju 2006 – Hamar                       |
| 21-22 stycznia 2006  | 37. Mistrzostwa świata w wieloboju sprinterskim 2006 – Heerenveen | 37. Mistrzostwa świata w wieloboju sprinterskim 2006 – Heerenveen | 37. Mistrzostwa świata w wieloboju sprinterskim 2006 – Heerenveen | 37. Mistrzostwa świata w wieloboju sprinterskim 2006 – Heerenveen | 37. Mistrzostwa świata w wieloboju sprinterskim 2006 – Heerenveen      |
| 28-29 stycznia 2006  | Collalbo                                                          | 500 m (28 stycznia)                                               | Chiara Simionato                                                  | Jenny Wolf                                                        | Swietłana Kajkan                                                       |
| 28-29 stycznia 2006  | Collalbo                                                          | 1000 m (28 stycznia)                                              | Anni Friesinger                                                   | Aki Tonoike                                                       | Paulien van Deutekom                                                   |
| 28-29 stycznia 2006  | Collalbo                                                          | 500 m (29 stycznia)                                               | Chiara Simionato                                                  | Jenny Wolf                                                        | Swietłana Kajkan                                                       |
| 28-29 stycznia 2006  | Collalbo                                                          | 1000 m (29 stycznia)                                              | Anni Friesinger                                                   | Chiara Simionato                                                  | Aki Tonoike                                                            |
| 10-26 lutego 2006    | XX Zimowe Igrzyska Olimpijskie 2006 – Turyn                       | XX Zimowe Igrzyska Olimpijskie 2006 – Turyn                       | XX Zimowe Igrzyska Olimpijskie 2006 – Turyn                       | XX Zimowe Igrzyska Olimpijskie 2006 – Turyn                       | XX Zimowe Igrzyska Olimpijskie 2006 – Turyn                            |
| 3-5 marca 2006       | Heerenveen                                                        | 500 m (3 marca)                                                   | Sayuri Yoshii                                                     | Lee Sang-hwa                                                      | Chiara Simionato                                                       |
| 3-5 marca 2006       | Heerenveen                                                        | 1000 m (3 marca)                                                  | Lee Sang-hwa                                                      | Jenny Wolf                                                        | Sayuri Ōsuga                                                           |
| 3-5 marca 2006       | Heerenveen                                                        | 500 m (4 marca)                                                   | Ireen Wüst                                                        | Anni Friesinger                                                   | Chiara Simionato                                                       |
| 3-5 marca 2006       | Heerenveen                                                        | 3000 m (4 marca)                                                  | Cindy Klassen                                                     | Claudia Pechstein                                                 | Maren Haugli                                                           |
| 3-5 marca 2006       | Heerenveen                                                        | 500 m (5 marca)                                                   | Swietłana Żurowa                                                  | Jenny Wolf                                                        | Lee Sang-hwa                                                           |
| 3-5 marca 2006       | Heerenveen                                                        | 1500 m (5 marca)                                                  | Ireen Wüst                                                        | Anni Friesinger                                                   | Cindy Klassen                                                          |
| 18-19 marca 2006     | 100. mistrzostwa świata w wieloboju 2006 – Calgary                | 100. mistrzostwa świata w wieloboju 2006 – Calgary                | 100. mistrzostwa świata w wieloboju 2006 – Calgary                | 100. mistrzostwa świata w wieloboju 2006 – Calgary                | 100. mistrzostwa świata w wieloboju 2006 – Calgary                     |

#### Klasyfikacje
| Lp. | Zawodnik           | Punkty |
| --- | ------------------ | ------ |
| 1.  | Jenny Wolf         | 300    |
| 2.  | Lee Sang-hwa       | 220    |
| 3.  | Sayuri Ōsuga       | 205    |
| 4.  | Swietłana Kajkan   | 165    |
| 5.  | Paulina Wallin     | 142    |
| 6.  | Sayuri Yoshii      | 140    |
| 7.  | Claudia Wallin     | 135    |
| 8.  | Sanne van der Star | 85     |
| 9.  | Cathrine Grage     | 82     |
| 10. | Wang Dan           | 60     |

| Lp. | Zawodnik           | Punkty |
| --- | ------------------ | ------ |
| 1.  | Jenny Wolf         | 917    |
| 2.  | Swietłana Żurowa   | 617    |
| 3.  | Chiara Simionato   | 608    |
| 4.  | Sayuri Yoshii      | 491    |
| 5.  | Wang Manli         | 480    |
| 6.  | Lee Sang-hwa       | 430    |
| 7.  | Sayuri Ōsuga       | 426    |
| 8.  | Sanne van der Star | 344    |
| 9.  | Tomomi Okazaki     | 336    |
| 10. | Swietłana Kajkan   | 332    |

| Lp. | Zawodnik            | Punkty |
| --- | ------------------- | ------ |
| 1.  | Anni Friesinger     | 620    |
| 2.  | Chiara Simionato    | 576    |
| 3.  | Jennifer Rodriguez  | 400    |
| 4.  | Swietłana Żurowa    | 376    |
| 5.  | Els Murris          | 329    |
| 6.  | Marianne Timmer     | 326    |
| 7.  | Ireen Wüst          | 272    |
| 8.  | Chris Witty         | 253    |
| 9.  | Aki Tonoike         | 248    |
| 10. | Monique Angermüller | 236    |

| Lp. | Zawodnik             | Punkty |
| --- | -------------------- | ------ |
| 1.  | Anni Friesinger      | 500    |
| 2.  | Cindy Klassen        | 425    |
| 3.  | Ireen Wüst           | 295    |
| 4.  | Kristina Groves      | 281    |
| 5.  | Renate Groenewold    | 244    |
| 6.  | Paulien van Deutekom | 156    |
| 7.  | Claudia Pechstein    | 151    |
| 8.  | Maki Tabata          | 142    |
| 9.  | Chiara Simionato     | 140    |
| 10. | Jennifer Rodriguez   | 135    |

| Lp. | Zawodnik          | Punkty |
| --- | ----------------- | ------ |
| 1.  | Cindy Klassen     | 500    |
| 2.  | Claudia Pechstein | 385    |
| 3.  | Kristina Groves   | 299    |
| 4.  | Clara Hughes      | 294    |
| 5.  | Daniela Anschütz  | 261    |
| 6.  | Anni Friesinger   | 230    |
| 7.  | Maren Haugli      | 225    |
| 8.  | Martina Sáblíková | 222    |
| 9.  | Catherine Raney   | 175    |
| 10. | Renate Groenewold | 144    |

| Lp. | Zawodnik          | Punkty |
| --- | ----------------- | ------ |
| 1.  | Niemcy            | 224    |
| 2.  | Rosja             | 190    |
| 3.  | Kanada            | 188    |
| 4.  | Chiny             | 185    |
| 5.  | Holandia          | 169    |
| 6.  | Japonia           | 160    |
| 7.  | Stany Zjednoczone | 128    |
| 8.  | Norwegia          | 94     |
| 9.  | Korea Południowa  | 89     |
| 10. | Rumunia           | 48     |

### Mężczyźni

#### Wyniki
| Data                 | Miejsce                                                           | Konkurencja                                                       | Zwycięzca                                                         | 2. miejsce                                                        | 3. miejsce                                                        |
| -------------------- | ----------------------------------------------------------------- | ----------------------------------------------------------------- | ----------------------------------------------------------------- | ----------------------------------------------------------------- | ----------------------------------------------------------------- |
| 12-13 listopada 2005 | Calgary                                                           | Drużynowo (12 listopada)                                          | Kanada Arne Dankers · Steven Elm · Denny Morrison                 | Holandia II Rintje Ritsma · Remco Olde Heuvel · Jochem Uytdehaage | Holandia Mark Tuitert · Erben Wennemars · Carl Verheijen          |
| 12-13 listopada 2005 | Calgary                                                           | 1500 m (12 listopada)                                             | Shani Davis                                                       | Chad Hedrick                                                      | Aleksandr Kibałko                                                 |
| 12-13 listopada 2005 | Calgary                                                           | 5000 m (13 listopada)                                             | Chad Hedrick                                                      | Carl Verheijen                                                    | Eskil Ervik                                                       |
| 18-20 listopada 2005 | Salt Lake City                                                    | 1500 m (18 listopada)                                             | Chad Hedrick                                                      | Shani Davis                                                       | Erben Wennemars                                                   |
| 18-20 listopada 2005 | Salt Lake City                                                    | 500 m (18 listopada)                                              | Jōji Katō                                                         | Lee Kang-seok                                                     | Jeremy Wotherspoon                                                |
| 18-20 listopada 2005 | Salt Lake City                                                    | 1000 m (19 listopada)                                             | Shani Davis                                                       | Stefan Groothuis                                                  | Joey Cheek                                                        |
| 18-20 listopada 2005 | Salt Lake City                                                    | 5000 m (19 listopada)                                             | Sven Kramer                                                       | Carl Verheijen                                                    | Chad Hedrick                                                      |
| 18-20 listopada 2005 | Salt Lake City                                                    | 500 m (20 listopada)                                              | Jōji Katō                                                         | Lee Kang-seok                                                     | Jeremy Wotherspoon                                                |
| 18-20 listopada 2005 | Salt Lake City                                                    | 1000 m (20 listopada)                                             | Shani Davis                                                       | Erben Wennemars                                                   | Jeremy Wotherspoon                                                |
| 26-27 listopada 2005 | Milwaukee                                                         | 1500 m (18 listopada)                                             | Chad Hedrick                                                      | Shani Davis                                                       | Erben Wennemars                                                   |
| 26-27 listopada 2005 | Milwaukee                                                         | 500 m (18 listopada)                                              | Jōji Katō                                                         | Lee Kang-seok                                                     | Jeremy Wotherspoon                                                |
| 26-27 listopada 2005 | Milwaukee                                                         | 1000 m (19 listopada)                                             | Shani Davis                                                       | Stefan Groothuis                                                  | Joey Cheek                                                        |
| 26-27 listopada 2005 | Milwaukee                                                         | 5000 m (19 listopada)                                             | Sven Kramer                                                       | Carl Verheijen                                                    | Chad Hedrick                                                      |
| 26-27 listopada 2005 | Milwaukee                                                         | 500 m (20 listopada)                                              | Jōji Katō                                                         | Lee Kang-seok                                                     | Jeremy Wotherspoon                                                |
| 26-27 listopada 2005 | Milwaukee                                                         | 1000 m (20 listopada)                                             | Shani Davis                                                       | Erben Wennemars                                                   | Jeremy Wotherspoon                                                |
| 3-4 grudnia 2005     | Heerenveen                                                        | Drużynowo (3 grudnia)                                             | Holandia Sven Kramer · Jochem Uytdehaage · Carl Verheijen         | Kanada Arne Dankers · Denny Morrison · Justin Warsylewicz         | Holandia II Bob de Jong · Remco Olde Heuvel · Ralf van der Rijst  |
| 3-4 grudnia 2005     | Heerenveen                                                        | 100 m (3 grudnia)                                                 | Simon Kuipers                                                     | Chad Hedrick                                                      | Enrico Fabris                                                     |
| 3-4 grudnia 2005     | Heerenveen                                                        | 500 m (4 grudnia)                                                 | Carl Verheijen                                                    | Chad Hedrick                                                      | Lasse Sætre                                                       |
| 9-11 grudnia 2005    | Turyn                                                             | 500 m (9 grudnia)                                                 | Yu Fengtong                                                       | Lee Kang-seok Jōji Katō                                           |                                                                   |
| 9-11 grudnia 2005    | Turyn                                                             | 5000 m (9 grudnia)                                                | Chad Hedrick                                                      | Eskil Ervik                                                       | Enrico Fabris                                                     |
| 9-11 grudnia 2005    | Turyn                                                             | 1000 m (10 grudnia)                                               | Dmitrij Dorofiejew                                                | Yūsuke Imai                                                       | Denny Morrison                                                    |
| 9-11 grudnia 2005    | Turyn                                                             | Drużynowo (10 grudnia)                                            | Włochy Stefano Donagrandi · Enrico Fabris · Ippolito Sanfratello  | Stany Zjednoczone Chad Hedrick · KC Boutiette · Derek Parra       | Norwegia Håvard Bøkko · Mikael Flygind Larsen · Eskil Ervik       |
| 9-11 grudnia 2005    | Turyn                                                             | 500 m (11 grudnia)                                                | Jōji Katō                                                         | Dmitrij Dorofiejew                                                | Jeremy Wotherspoon Yu Fengtong                                    |
| 9-11 grudnia 2005    | Turyn                                                             | 1500 m (11 grudnia)                                               | Enrico Fabris                                                     | Denny Morrison                                                    | Chad Hedrick                                                      |
| 17-18 grudnia 2005   | Inzell                                                            | 500 m (17 grudnia)                                                | Dmitrij Dorofiejew                                                | Gerard van Velde                                                  | Even Wetten                                                       |
| 17-18 grudnia 2005   | Inzell                                                            | 1000 m (17 grudnia)                                               | Dmitrij Dorofiejew                                                | Gerard van Velde                                                  | Stefan Groothuis                                                  |
| 17-18 grudnia 2005   | Inzell                                                            | 100 m (18 grudnia)                                                | Mika Poutala                                                      | Maciej Ustynowicz                                                 | Siergiej Korniłow                                                 |
| 17-18 grudnia 2005   | Inzell                                                            | 500 m (18 grudnia)                                                | Dmitrij Dorofiejew                                                | Janne Hänninen                                                    | Pekka Koskela                                                     |
| 17-18 grudnia 2005   | Inzell                                                            | 1000 m (18 grudnia)                                               | Remco Olde Heuvel                                                 | Dmitrij Dorofiejew                                                | Janne Hänninen                                                    |
| 14-15 stycznia 2006  | 103. mistrzostwa Europy w wieloboju 2006 – Hamar                  | 103. mistrzostwa Europy w wieloboju 2006 – Hamar                  | 103. mistrzostwa Europy w wieloboju 2006 – Hamar                  | 103. mistrzostwa Europy w wieloboju 2006 – Hamar                  | 103. mistrzostwa Europy w wieloboju 2006 – Hamar                  |
| 21-22 stycznia 2006  | 37. Mistrzostwa świata w wieloboju sprinterskim 2006 – Heerenveen | 37. Mistrzostwa świata w wieloboju sprinterskim 2006 – Heerenveen | 37. Mistrzostwa świata w wieloboju sprinterskim 2006 – Heerenveen | 37. Mistrzostwa świata w wieloboju sprinterskim 2006 – Heerenveen | 37. Mistrzostwa świata w wieloboju sprinterskim 2006 – Heerenveen |
| 28-29 stycznia 2006  | Collalbo                                                          | 500 m (28 stycznia)                                               | Joey Cheek                                                        | Yūya Oikawa                                                       | Gerard van Velde                                                  |
| 28-29 stycznia 2006  | Collalbo                                                          | 1000 m (28 stycznia)                                              | Shani Davis                                                       | Joey Cheek                                                        | Yūsuke Imai                                                       |
| 28-29 stycznia 2006  | Collalbo                                                          | 100 m (29 stycznia)                                               | Joey Cheek                                                        | Dmitrij Dorofiejew                                                | Casey Fitzrandolph Yūya Oikawa                                    |
| 28-29 stycznia 2006  | Collalbo                                                          | 500 m (29 stycznia)                                               | Shani Davis                                                       | Erben Wennemars                                                   | Casey Fitzrandolph                                                |
| 10-26 lutego 2006    | XX Zimowe Igrzyska Olimpijskie 2006 – Turyn                       | XX Zimowe Igrzyska Olimpijskie 2006 – Turyn                       | XX Zimowe Igrzyska Olimpijskie 2006 – Turyn                       | XX Zimowe Igrzyska Olimpijskie 2006 – Turyn                       | XX Zimowe Igrzyska Olimpijskie 2006 – Turyn                       |
| 3-5 marca 2006       | Heerenveen                                                        | 500 m (3 marca)                                                   | Lee Kang-seok                                                     | Joey Cheek                                                        | Dmitrij Dorofiejew                                                |
| 3-5 marca 2006       | Heerenveen                                                        | 5000 m (4 marca)                                                  | Sven Kramer                                                       | Enrico Fabris                                                     | Chad Hedrick                                                      |
| 3-5 marca 2006       | Heerenveen                                                        | 1000 m (4 marca)                                                  | Shani Davis                                                       | Jan Bos                                                           | Jeremy Wotherspoon                                                |
| 3-5 marca 2006       | Heerenveen                                                        | 500 m (4 marca)                                                   | Lee Kang-seok                                                     | Jeremy Wotherspoon                                                | Pekka Koskela                                                     |
| 3-5 marca 2006       | Heerenveen                                                        | 1500 m (4 marca)                                                  | Chad Hedrick                                                      | Shani Davis                                                       | Enrico Fabris                                                     |
| 3-5 marca 2006       | Heerenveen                                                        | 100 m (4 marca)                                                   | Yūya Oikawa                                                       | Lee Kang-seok                                                     | Mika Poutala                                                      |
| 18-19 marca 2006     | 100. mistrzostwa świata w wieloboju 2006 – Calgary                | 100. mistrzostwa świata w wieloboju 2006 – Calgary                | 100. mistrzostwa świata w wieloboju 2006 – Calgary                | 100. mistrzostwa świata w wieloboju 2006 – Calgary                | 100. mistrzostwa świata w wieloboju 2006 – Calgary                |

#### Klasyfikacje
| Lp. | Zawodnik          | Punkty |
| --- | ----------------- | ------ |
| 1.  | Yūya Oikawa       | 210    |
| 2.  | Mika Poutala      | 205    |
| 3.  | Lee Kang-seok     | 200    |
| 4.  | Maciej Ustynowicz | 165    |
| 5.  | Alaksiej Chatyłau | 141    |
| 6.  | Pekka Koskela     | 122    |
| 7.  | Siergiej Korniłow | 110    |
| 8.  | Janne Hänninen    | 105    |
| 9.  | Yu Fengtong       | 100    |
| 10. | An Weijiang       | 80     |

| Lp. | Zawodnik           | Punkty |
| --- | ------------------ | ------ |
| 1.  | Lee Kang-seok      | 746    |
| 2.  | Dmitrij Dorofiejew | 720    |
| 3.  | Joey Cheek         | 705    |
| 4.  | Jeremy Wotherspoon | 566    |
| 5.  | Casey Fitzrandolph | 542    |
| 6.  | Jōji Katō          | 498    |
| 7.  | Yūya Oikawa        | 455    |
| 8.  | Pekka Koskela      | 412    |
| 9.  | Gerard van Velde   | 389    |
| 10. | Yu Fengtong        | 373    |

| Lp. | Zawodnik           | Punkty |
| --- | ------------------ | ------ |
| 1.  | Shani Davis        | 750    |
| 2.  | Joey Cheek         | 418    |
| 3.  | Jeremy Wotherspoon | 399    |
| 4.  | Even Wetten        | 396    |
| 5.  | Casey Fitzrandolph | 365    |
| 6.  | Dmitrij Dorofiejew | 345    |
| 7.  | Gerard van Velde   | 340    |
| 8.  | Erben Wennemars    | 292    |
| 9.  | Stefan Groothuis   | 289    |
| 10. | Remco Olde Heuvel  | 272    |

| Lp. | Zawodnik          | Punkty |
| --- | ----------------- | ------ |
| 1.  | Chad Hedrick      | 480    |
| 2.  | Denny Morrison    | 315    |
| 3.  | Enrico Fabris     | 306    |
| 4.  | Shani Davis       | 300    |
| 5.  | Beorn Nijenhuis   | 234    |
| 6.  | Simon Kuipers     | 200    |
| 7.  | Jan Bos           | 174    |
| 8.  | Erben Wennemars   | 170    |
| 9.  | Petter Andersen   | 168    |
| 10. | Aleksandr Kibałko | 141    |

| Lp. | Zawodnik       | Punkty |
| --- | -------------- | ------ |
| 1.  | Chad Hedrick   | 455    |
| 2.  | Sven Kramer    | 400    |
| 3.  | Carl Verheijen | 365    |
| 4.  | Eskil Ervik    | 360    |
| 5.  | Enrico Fabris  | 312    |
| 6.  | Arne Dankers   | 181    |
| 7.  | Bob de Jong    | 169    |
| 8.  | Lasse Sætre    | 167    |
| 9.  | Øystein Grødum | 163    |
| 10. | Johan Röjler   | 137    |

| Lp. | Zawodnik          | Punkty |
| --- | ----------------- | ------ |
| 1.  | Kanada            | 208    |
| 2.  | Włochy            | 181    |
| 3.  | Holandia          | 180    |
| 4.  | Norwegia          | 165    |
| 5.  | Stany Zjednoczone | 165    |
| 6.  | Rosja             | 134    |
| 7.  | Japonia           | 128    |
| 8.  | Niemcy            | 117    |
| 9.  | Polska            | 80     |
| 10. | Korea Południowa  | 73     |